# Köstenberg (Presseck)
Köstenberg ist ein Gemeindeteil des Marktes Presseck im Landkreis Kulmbach (Oberfranken, Bayern). Die Gemarkung Köstenberg hat eine Fläche von 1,151 km². Sie ist in 142 Flurstücke aufgeteilt, die eine durchschnittliche Flurstücksfläche von 8102,64 m² haben. In ihr liegt neben dem namensgebenden Ort der Gemeindeteil Köstenhof.

## Geografie
Das Dorf liegt auf einem Höhenrücken des Frankenwaldes. Südlich des Ortes im Flemersbachtal gibt es einen ehemaligen Steinbruch, der als Geotop ausgezeichnet ist. Über Anliegerwege gelangt man nach Köstenhof (0,5 km nördlich) und nach Elbersreuth (1,7 km südöstlich).

## Geschichte
Der Ort wurde 1143 als „Adeloldesperch“ erstmals urkundlich erwähnt. Er war eine bambergische Enklave im Herrschaftsbereich der Wildensteiner.
Gegen Ende des 18. Jahrhunderts bestand Köstenberg mit Köstenhof aus 10 Anwesen. Das Hochgericht übte das bambergische Centamt Stadtsteinach aus. Grundherren waren das Kastenamt Stadtsteinach (2 Viertelhöfe, 2 Güter, 1 Gütlein, 3 Tropfhäuser) und die Herrschaft Wildenstein (2 Güter).
Mit dem Gemeindeedikt wurde Köstenberg dem 1808 gebildeten Steuerdistrikt Heinersreuth zugewiesen. Zugleich entstand die Ruralgemeinde Köstenberg, zu der Köstenhof gehörte. Sie war in Verwaltung und Gerichtsbarkeit dem Landgericht Stadtsteinach zugeordnet und in der Finanzverwaltung dem Rentamt Stadtsteinach (1919 in Finanzamt Stadtsteinach umbenannt). Am 20. September 1816 gelangte die Gemeinde an das Herrschaftsgericht Heinersreuth, was am 6. August 1818 revertiert wurde. Zugleich wurde Köstenberg mit Köstenhof der Gemeinde Enchenreuth angegliedert. Am 31. August 1860 wurde erneut die Gemeinde Köstenberg gebildet, zu der Schnebes gehörte. Ab 1862 gehörte Köstenberg zum Bezirksamt Stadtsteinach (1939 in Landkreis Stadtsteinach umbenannt). Die Gerichtsbarkeit blieb beim Landgericht Stadtsteinach (1879 in Amtsgericht Stadtsteinach umgewandelt). Köstenhof gehörte zunächst noch zu Enchenreuth, wurde aber vor 1869 nach Köstenhof überwiesen. Die Gemeinde hatte 1964 eine Gebietsfläche von 2,680 km². Im Zuge der Gebietsreform in Bayern wurde am 1. Januar 1972 die Gemeinde nach Presseck eingegliedert.

### Baudenkmal
- Haus Nr. 10: Wohnstallhaus[14]

### Einwohnerentwicklung
Gemeinde Köstenberg
| Jahr      | 1861   | 1867  | 1871   | 1875   | 1880   | 1885   | 1890   | 1895   | 1900   | 1905   | 1910   | 1919   | 1925   | 1933   | 1939   | 1946   | 1950   | 1952   | 1961   | 1970   |
| Einwohner | 198    | 199   | 204    | 197    | 152    | 178    | 169    | 173    | 151    | 156    | 146    | 141    | 147    | 153    | 133    | 220    | 187    | 175    | 121    | 80     |
| Häuser    |        |       | 25     |        |        | 26     | 26     |        | 27     |        |        |        | 27     |        |        |        | 30     |        | 30     |        |
| Quelle    | [ 16 ] | [ 9 ] | [ 17 ] | [ 18 ] | [ 19 ] | [ 20 ] | [ 21 ] | [ 22 ] | [ 23 ] | [ 22 ] | [ 24 ] | [ 22 ] | [ 25 ] | [ 22 ] | [ 22 ] | [ 22 ] | [ 26 ] | [ 22 ] | [ 10 ] | [ 27 ] |

Ort Köstenberg
| Jahr      | 001818 | 001819 | 001861 | 001871 | 001885 | 001900 | 001925 | 001950 | 001961 | 001970 | 001987 |
| Einwohner |        | 72     | 102    | 84     | 71     | 66     | 49     | 69     | 44     | 31     | 23     |
| Häuser    | 10     |        |        |        | 10     | 11     | 10     | 12     | 12     |        | 13     |
| Quelle    | [ 8 ]  | [ 28 ] | [ 16 ] | [ 17 ] | [ 20 ] | [ 23 ] | [ 25 ] | [ 26 ] | [ 10 ] | [ 27 ] | [ 1 ]  |

## Religion
Köstenberg ist katholisch geprägt und war ursprünglich nach St. Thomas (Wallenfels) gepfarrt, seit Mitte des 20. Jahrhunderts ist die Pfarrei St. Petrus Canisius (Presseck) zuständig.